# 千葉経済大学短期大学部
千葉経済大学短期大学部（ちばけいざいだいがくたんきだいがくぶ、英語: Chiba Keizai College）は、千葉県千葉市稲毛区轟町3-59-5に本部を置く日本の私立大学。1933年創立、1968年大学設置。大学の略称は千経短。

## 概観

### 大学全体
- 千葉県千葉市稲毛区内に所在する日本の私立短期大学で、設置主体は学校法人千葉経済学園[1]。1968年、千葉経済短期大学として開学。一時期は最大の3学科を擁していたが、再編により再度2学科となる。

### 建学の精神（校訓・理念・学是）
- 千葉経済大学短期大学部の学是は「良識と創意」となっている。

### 教育および研究
- 千葉経済大学短期大学部はビジネス系の科目を主に学ぶビジネスライフ学科と、児童教育者を育成するこども学科がある。

### 学風および特色
- 千葉経済大学短期大学部は2005年度、財団法人短期大学基準協会の第三者評価より「適格」認定を受けている。

## 沿革
- 1933年
  - 佐久間惣治郎が、寒川高等女学校の校長に就任し、私学経営を始める[注 4]。
- 1934年
  - 千葉女子商業学校を設置[4]。
- 1951年
  - 2月26日 学校法人が成立する[5]。
- 1968年
  - 3月15日 左記を以て文部省[注 5]より短期大学の設置が認可される[6]。
  - 4月1日 千葉経済短期大学（ちばけいざいたんきだいがく）が以下の学科体制にて開学[注 6]。
    - 商経科
      - 第一部[注釈 1]
      - 第二部[注釈 1]

  - 5月1日 学生数[10]/定員
    - 商経科
      - 第一部 20[注 7]/100
      - 第二部 56[注 8]/100
- 1970年
  - 5月1日 学生数[11]/定員
    - 商経科
      - 第一部 161[注 9]/200
      - 第二部 161[注 10]/200
- 1977年
  - 4月1日 以下の学科を新設する[12]。
    - 初等教育科
      - 第一部[注釈 2]
      - 第二部[注釈 2]

  - 5月1日 学生数[14]/定員
    - 商経科
      - 第一部 434[注 11]/200
      - 第二部 160[注 12]/200

    - 初等教育科
      - 第一部 88[注 13]/50
      - 第二部 53[注 14]/50
- 1978年
  - 5月1日 学生数[15]💛/定員
    - 商経科
      - 第一部 386[注 15]/200
      - 第二部 114[注 16]/200

    - 初等教育科
      - 第一部 175[注 17]/100
      - 第二部 102[注 18]/100
- 1981年
  - 4月1日 以下、入学定員増あり[16]。
    - 商経科第一部 100→150[注釈 3]
    - 初等教育科 50→100[注釈 3]

  - 5月1日 学生数[18]/定員
    - 商経科
      - 第一部 343[注 19]/250
      - 第二部 126[注 20]/200

    - 初等教育科
      - 第一部 199[注 21]/150
      - 第二部 129[注 22]/100
- 1984年
  - 1月13日 別科の設置が認められ、以下の課程を設ける[注 23]。
    - 経営情報専修
      - 第一部 入学定員80名
      - 第二部 入学定員40名
- 1985年
  - 5月1日 学生数[21]/定員
    - 商経科
      - 第一部 492[注 24]/300
      - 第二部 63[注 25]/200

    - 初等教育科
      - 第一部 228[注 26]/200
      - 第二部 51[注 27]/100
- 1986年
  - 4月1日 以下の学科については、この年度で学生募集を最終とする[注 28]。
    - 初等教育科第二部[注 29]

  - 5月1日 学生数[26]/定員
    - 商経科
      - 第一部 508[注 30]/300
      - 第二部 87[注 31]/200

    - 初等教育科
      - 第一部 243[注 32]/200
      - 第二部 ？[注釈 4]/100
- 1987年
  - 4月1日 商経科第一部の入学定員を150[27]→200に増員し、以下の通りに専攻分離する[注 33]。
    - 商経専攻 入学定員150名[注釈 5]
    - 経営情報専攻 入学定員50名[注釈 5]

  - 5月1日 学生数[32]/定員
    - 商経科
      - 第一部 510[注 34]/350
      - 第二部 160[注 35]/180

    - 初等教育科
      - 第一部 259[注 36]/200
      - 第二部 ？[注釈 4]/50
- 1988年
  - 5月1日 学生数[33]/定員
    - 商経科
      - 第一部 526[注 37]/400
      - 第二部 203[注 38]/160

    - 初等教育科 227[注 39]/200
- 1990年
  - 4月1日 商経科経営情報専攻の入学定員を50→100に増員[注 40]。
  - 5月1日 学生数[38]/定員
    - 商経科
      - 第一部 628[注 41]/450
      - 第二部 267[注 42]/160

    - 初等教育科 277[注 43]/200
- 1991年
  - 4月1日 商経科商経専攻の入学定員を150→200に増員[注 44]。
  - 5月1日 学生数[43]/定員
    - 商経科
      - 第一部 777[注 45]/550
      - 第二部 277[注 46]/160

    - 初等教育科 285[注 47]/200
- 1992年
  - 5月1日 学生数[注 48]/定員
    - 商経科
      - 第一部 886[注 49]/600
      - 第二部 235[注 50]/160

    - 初等教育科 297[注 51]/200
- 1993年
  - 4月1日 千葉経済大学短期大学部と改称し、かつ商経科の各専攻を以下の通りとする以下の学科を増設する[注 52]。
    - 商経専攻→商経科 入学定員300→200名
    - 経営情報専攻→経営情報科 入学定員100名

  - 5月1日 学生数[47]/定員
    - 商経科
      - 第一部 690[注 53]/500
      - 第二部 219[注 54]/160

    - 経営情報科 135[注 55]/100
    - 初等教育科 277[注 56]/200
- 1994年
  - 5月1日 学生数[48]/定員
    - 商経科
      - 第一部 513[注 57]/400
      - 第二部 209[注 58]/160

    - 経営情報科 252[注 59]/200
    - 初等教育科 246[注 60]/200
- 1999年
  - 5月1日 学生数[49]/定員
    - 商経科
      - 第一部 442[注 61]/400
      - 第二部 65[注 62]/160

    - 経営情報科 235[注 63]/200
    - 初等教育科 225[注 64]/200
- 2000年
  - 4月1日
    - 商経科の入学定員を200→190に減員[注 65]。
    - 以下の学科については、この年度で学生募集を最終とする[注 66]。
      - 商経科第二部[注 67]
- 2001年
  - 4月1日 商経科の入学定員を190→180に減員[注 68]。
- 2002年
  - 4月1日 商経科の入学定員を180→170に減員[注 69]。
- 2003年
  - 4月1日
    - 商経科の入学定員を170→160に減員[注 70]。
    - 以下の学科については、この年度で学生募集を最終とする[注 71]。
      - 経営情報科[注 72]
- 2004年
  - 4月1日 この年度の入学生より商経科を以下の学科に改組される[注 73]。
    - 商経科→ビジネスライフ学科 入学定員200名
    - 初等教育科→こども学科[注 74]
- 2006年
  - 4月1日 こども学科の入学定員を150→200に増員[注 75]。
- 2012年
  - 4月1日 ビジネスライフ入学定員を150→120に減員[注 76]。
- 2016年
  - 新校舎が竣工し、全面移転[73]。
- 2018年
  - 4月1日 ビジネスライフ学科の入学定員を120→140に増員[注 77]。
- 2023年
  - 4月1日 こども学科の入学定員を200→170に減員[1]。

## 基礎データ

### 所在地
- 千葉県千葉市稲毛区轟町3-59-5

### 交通アクセス
- 千葉都市モノレール2号線作草部駅または天台駅で下車するのが最も便利である。両駅より、徒歩で5分程度の道程となっている。
- JRを利用する場合は、総武線西千葉駅で下車。同駅より徒歩で13分程度かかる。なお、ちばシティバスを利用することも可能。

### 象徴
- ホームページほか右記資料も参照のこと[注 78]

## 教育および研究

### 組織

#### 学科
- ビジネスライフ学科 入学定員140名[1]
- こども学科 入学定員170名[1]
  - 保育コース/初等教育コース/キッズビジネスコース

##### 学科の変遷
- 商経科
  - 第一部→商経科→ビジネスライフ学科
  - 第二部 入学定員80名[注 79]
- 経営情報科 入学定員100名[注 80]
- 初等教育科
  - 第一部→初等教育科→こども学科
  - 第二部 入学定員50名[注 81]

#### 専攻科
- なし

#### 別科
- 経営情報専修
  - 第一部 入学定員80名[82]。
  - 第二部 入学定員40名[注 82]

##### 取得資格について
資格
- 保育士：こども学科にて取得できるようになっている。
- 司書：ビジネスライフ学科の前身である商経科第一部・第二部にて設置されていた。

教職課程
- 小学校教諭二種免許状：こども学科にて設置されている[注 83]。
- 幼稚園教諭二種免許状：こども学科にて設置されている。
- かつて、ビジネスライフ学科の前身である商経科では中学校教諭二級免許状（社会）が取得できる課程が設けられていた[87]。

#### 附属機関
- 都市問題研究所

### 研究
- 『千葉経済短期大学初等教育科研究紀要』[88]
- 『首都圏近郊都市の研究』[89]
- 『千葉経済大学短期大学部初等教育科研究紀要』[90]
- 『経営情報論集』[91]
- 『商経論集』[92]

### 教育
- 新たな社会的ニーズに対応した学生支援プログラム
  - 「キャリアデザインをコアとする修学支援策-自分の夢の実現を目指して-」において2007年度に採択されている。
- 特色ある大学教育支援プログラム
  - 「もう一つの学校『こども造形教室』」において2003年度に採択されている。
  - 「教育実習記録集『ひろはら』を核にした教員養成」において2005年度に採択されている。

## 学生生活

### 部活動・クラブ活動・サークル活動
- 千葉経済大学短期大学部のクラブ活動
  - 体育系：バドミントン・バスケットボール・バレーボール・などがある。
  - 文化系：軽音楽・華道・茶道・美術・ドイツ語などがある。

### 学園祭
- 千葉経済大学短期大学部の学園祭は「とどろき祭」と呼ばれる[注 84]。キャンパスの所在地が「轟町」であることにちなんでいる。「infinity」をテーマに、2018年は11月10日、11月11日に行われた。

### スポーツ
- バレーボール部が、「関東短期大学秋期リーグ」で優勝している。
- バスケットボール部が、短大全国大会にて準優勝している。
- ソフトボール部が、「全日本女子短期大学ソフトボール大会」に出場したことがある。

## 大学関係者と組織

### 大学関係者一覧

#### 大学関係者
- 佐久間勝彦：現学長

#### 出身者
- 松下浩明：山武市長
- 川瀬有希子：タレント
- 水山瑠美：タレント

## 対外関係

### 他大学との協定

#### 日本
- 放送大学[94]

#### アメリカ
- ハワイ大学カウアイ・コミュニティ・カレッジ

### 系列校
- 千葉経済大学
- 千葉経済大学附属高等学校

## 社会との関わり
- 公開講座が行われている。

## 卒業後の進路について

### 就職について
- ビジネスライフ学科：一般企業への就職者が多いものとなっている。
- こども学科：保育コース・初等教育コースは保育園・幼稚園・認定こども園への就職者がとりわけ多いものとなっている。小学校教諭として採用されている人もみられる。
- キッズビジネスコースは子ども･子育てに関わるビジネスパーソンを目指すコース。2021年4月に誕生した。

### 編入学・進学実績
- 併設の千葉経済大学への編入学制度が設けられている。なお、千葉経済大学以外の編入学実績は以下の通りとなっている。
  - 商経科：茨城キリスト教大学・淑徳大学・駿河台大学・中央学院大学・明海大学杏林大学・創価大学・大東文化大学・東洋大学・日本大学・日本女子大学ほか
  - 経営情報科：信州大学・東京情報大学ほか
  - 初等教育科&こども学科：茨城大学ほか